# Hyalinobatrachium vireovittatum
Hyalinobatrachium vireovittatum es una especie de anfibio anuro de la familia de las ranas de cristal (Centrolenidae). Se distribuye por el sudoeste de Costa Rica.